# Joachim Pfeiffer (Germanist)
Joachim Pfeiffer (* 21. Januar 1950 in Lindenberg im Allgäu) ist ein deutscher Literaturwissenschaftler und Literaturdidaktiker.

## Leben
Pfeiffer studierte Philosophie, Theologie, Psychologie, Germanistik und Romanistik in München, Paris, Innsbruck und Freiburg. 1988 promovierte er im Fach Neuere deutsche Literaturwissenschaft an der Universität Freiburg mit einer Dissertation zum Thema Die zerbrochenen Bilder. Gestörte Ordnungen im Werk Heinrich von Kleists. Im Jahr 1995 wurde er an der Sprach- und Literaturwissenschaftlichen Fakultät der Universität Eichstätt habilitiert (Thema der Habilitationsschrift: „Im Labyrinth der Träume stirbt der Tod.“ Der Tod in der literarischen Moderne).
Nach seinen Tätigkeiten als Wissenschaftlicher Angestellter und Wissenschaftlicher Assistent im Bereich Deutsch als Fremdsprache und Neuere deutsche Literatur an der Universität Eichstätt sowie als Lehrbeauftragter an der Universität München in den Jahren 1988 bis 1995 wurde er 1997 als Professor für Neuere deutsche Literatur und Literaturdidaktik an die Pädagogische Hochschule Freiburg berufen, wo er bis 2017 lehrte.

## Werk
Forschungsschwerpunkte Pfeiffers sind die Goethezeit (insbesondere Heinrich von Kleist), die Literarische Moderne, Literaturdidaktik, Literatur und Psychoanalyse, Filmtheorie und Filmdidaktik, Gender Studies sowie Literatur und neue Medien.
Joachim Pfeiffer ist Mitglied im Arbeitskreis „Literatur und Psychoanalyse“, in der Kleist-Gesellschaft, im Symposion Deutschdidaktik und im Deutschen Germanistenverband. Er ist Mitherausgeber des Jahrbuchs Literatur und Psychoanalyse sowie der Zeitschrift Der Deutschunterricht.

## Schriften (Auswahl)
Buchveröffentlichungen
- Die zerbrochenen Bilder. Gestörte Ordnungen im Werk Heinrich von Kleists. Königshausen & Neumann, Würzburg 1989, ISBN 978-3-88479-436-4
- Literaturpsychologie 1945–1987. Eine systematische und annotierte Bibliographie. Hrsg. in Verbindung mit Wolfram Mauser und Bernd Urban. Königshausen & Neumann, Würzburg 1989, ISBN 978-3-88479-394-7
- Tod und Erzählen. Wege der literarischen Moderne um 1900. Niemeyer, Tübingen 1997, ISBN 978-3-484-18146-5
- Franz Kafka: Die Verwandlung / Brief an den Vater. Oldenbourg, München 1998, ISBN 978-3-486-88691-7 (Oldenbourg Interpretationen, Bd. 91)
- mit Walter Schönau: Einführung in die psychoanalytische Literaturwissenschaft. 2., aktualisierte und erw. Aufl. J.B. Metzler, Stuttgart, Weimar 2003, ISBN 978-3-476-12259-9 (Sammlung Metzler, Bd. 259)
- mit Michael Staiger: Grundkurs Film 2. Filmkanon, Filmklassiker, Filmgeschichte. Schroedel, Braunschweig 2010, ISBN 978-3-507-10019-0

Herausgeberschaft
- Das 20. Jahrhundert. Konfigurationen der Gegenwart. Pustet, Regensburg 1998, ISBN 978-3-7917-1580-3
- Freiburger literaturpsychologische Gespräche. Jahrbuch für Literatur und Psychoanalyse. Königshausen & Neumann, Würzburg
  - 2000: mit Johannes Cremerius u. a.: Bd. 19: Trauma, ISBN 978-3-8260-1878-7
  - 2001: mit Johannes Cremerius u. a.: Bd. 20: Frank Wedekind, ISBN 978-3-8260-2077-3
  - 2003: mit Wolfram Mauser: Bd. 22: Trauer, ISBN 978-3-8260-2529-7
  - 2004: mit Wolfram Mauser: Bd. 23: Erinnern, ISBN 978-3-8260-2805-2
  - 2006: mit Wolfram Mauser: Bd. 25: Lachen, ISBN 978-3-8260-3319-3
  - 2007: mit Wolfram Mauser: Bd. 26: Freuds Aktualität, ISBN 978-3-8260-3595-1
  - 2009: mit Joachim Küchenhoff: Bd. 28: Körper.Konstruktionen, ISBN 978-3-8260-4056-6
  - 2010: mit Wolfram Mauser, Carl Pietzcker: Bd. 29: Goethe, ISBN 978-3-8260-4304-8
  - 2011: mit Astrid Lange-Kirchheim, Petra Strasser: Bd. 30: Kindheiten, ISBN 978-3-8260-4561-5
  - 2013: mit Joachim Küchenhoff, Carl Pietzcker: Bd. 32: Scham, ISBN 978-3-8260-5105-0
  - 2014: mit Astrid Lange-Kirchheim: Bd. 33: Film und Filmtheorie, ISBN 978-3-8260-5398-6
  - 2016: mit Astrid Lange-Kirchheim, Carl Pietzcker: Bd. 35: Friedrich Schiller, ISBN 978-3-8260-5909-4
  - 2019: mit Dominic Angeloch, Joachim Küchenhoff: Bd. 38: Angst, ISBN 978-3-8260-6842-3
  - 2020: mit Dominic Angeloch, Joachim Küchenhoff: Bd. 39: Nietzsche, ISBN 978-3-8260-6985-7

- Der Deutschunterricht. Beiträge zu seiner Praxis und wissenschaftlichen Grundlegung. Friedrich Verlag, Hannover (ehemals: Seelze), ISSN 0340-2258
  - H. 1/2002: Tod und Literatur
  - H. 3/2006: Das Unheimliche
  - mit Michael Staiger: H. 3/2008: Filmdidaktik
  - H. 3/2009: Sturm und Drang
  - H. 1/2011: Heinrich von Kleist. Zu seinem 200. Todesjahr
  - H. 4/2011: Novelle
  - mit Hans-Peter Schwander: H. 1/2014: Schule in der Literatur
  - H. 5/2014: Grenzen überschreiten. Geschlechter im Film
  - mit Hans-Peter Schwander: H. 2/2016: Adoleszenzromane
  - H. 69/2017: Balladen
  - H. 3/2020: Kurzfilme

- mit Hans-Martin Lohmann: Freud-Handbuch. Leben – Werk – Wirkung. J.B. Metzler, Stuttgart, Weimar 2006, ISBN 978-3-476-01896-0 (als Sonderausgabe 2013, ISBN 978-3-476-02514-2)
- mit Thorsten Roelcke: Drama – Theater – Film. Festschrift anlässlich der Verabschiedung von Rudolf Denk im Herbst 2010. Königshausen & Neumann. Würzburg 2012, ISBN 978-3-8260-4676-6